# 프랑스 앵테르
프랑스 앵테르(프랑스어: France Inter)는 프랑스 공영 라디오 방송 라디오 프랑스의 종합 채널로, 뉴스와 오락, 음악 프로그램을 적절히 섞어서 방송하고 있다. 프랑스 앵테르는 프랑스에서 FM과 위성으로 들을 수 있다. 장파 (162khz) 방송은 2017년 1월 1일 0시 (UTC+1)를 기해 종료되었는데, 이는 라디오 프랑스의 마지막 남은 AM 방송이었다.

## 역사
프랑스 앵테르는 1947년 제2차 세계대전 종전 후 국가 방송 체제를 개편하는 과정에서 "파리 앵테르"로써 시작했다. 1958년에 "프랑스 I"으로 개명했으며, 1963년에는 프랑스 II와 합쳐 "RTF 앵테르"가 되었다가 한 달만에 지금의 이름으로 바꾸었다.
1960년대 프랑스 앵테르에 도전장을 내민 민영 "주변국" 방송사들(주로 RTL과 유럽 1, 이들은 프랑스 국외에서 고출력으로 방송)이 전후 많은 청취자 끌어들이기에 성공했다. 이들은 현대적인 방송 스타일을 적용하고, 정부 영향으로부터 자유로운 명성을 얻게 되었다.
경쟁 방송국들과 경쟁하기 위해 스타일을 빠르게 현대적으로 만들기 위해, 프랑스 앵테르는 제한된 광고를 감수하고 상업적 압력으로부터 자유가 강해졌다.